# Les Argoulets
« Argoulets » redirige ici. Pour la station de métro, voir Argoulets (métro de Toulouse).
Les Argoulets est un quartier au nord-est de la ville de Toulouse.
Le quartier contient une importante zone verte, et est directement accessible en métro.

## Géographie
Le quartier est délimité à l'est par l'A61 (rocade est), la rue Louis Plana et la rue de Soupetard au sud, le boulevard des Crêtes à l'ouest, ainsi que l'avenue Yves Brunaud et la route d'Agde au nord.
Le quartier est situé à côté de ceux de la Roseraie au nord, Jolimont à l'ouest et Soupetard au sud.

## Lieux et monuments
- La zone verte des Argoulets

## Aménagement urbain
- Le lycée Stéphane-Hessel

## Voies de communications et transports

### Transports en commun
Depuis 2003, le quartier est desservi par le prolongement de la ligne A du métro.
- Argoulets
  -   (ou 14)
  - 334376
- Roseraie
  -   (ou 14)
  - 1936
- Jolimont (à proximité directe)
  -   (ou 14)
  - 37Cimetières

### Axes routiers
Le quartier possède une artère centrale, la rue Louis-Plana
Il est desservi par :
- L'autoroute A61 (rocade est) : Accès no 15 (La Roseraie) et no 16 (Soupetard)